# Vishnufelis
Vishnufelis — викопний рід хижих ссавців з родини котових (Felidae). Скам'янілості представляють міоцен Індії (Джамму і Кашмір).

## Опис
Це кіт середнього розміру: з надзвичайно низьким черепом по відношенню до його довжини і ще більше по відношенню до його загальної ширини виличних дуг: обличчя дуже подовжене. Описаний вид: Vishnufelis laticeps.